# Гриценко, Ефим Дмитриевич
Ефим Дмитриевич Гриценко (1 мая 1908 — 26 апреля 1945) — командир 117-го гвардейского стрелкового полка 39-й гвардейской стрелковой дивизии 8-й гвардейской армии 1-го Белорусского фронта. Гвардии подполковник. Герой Советского Союза (1945).

## Биография
Ефим Дмитриевич Гриценко родился 1 мая 1908 года в селе Шабалинов ныне Коропского района Украины в многодетной украинской семье. В 1914 году родители с девятью ребятишками переезжают в Сибирь на вольные сибирские земли. Энергичный Ефим становится комсомольским вожаком. После окончания кратких партийных курсов в Новосибирске работает секретарём Каргатского райкома комсомола, откуда в 1930 году призывается в Красную армию. Оканчивает курсы политруков. За семь лет прошёл путь от курсанта артполка до военкома. После демобилизации с 1937 года и до призыва на фронт в начале сентября 1941 года жил с семьёй в Маслянино, работал заведующим отделом пропаганды и агитации райкома ВКП(б) и заместителем редактора районной газеты «Социалистическое льноводство».
Личность незаурядная. Заметный политработник, талантливый журналист до войны и одарённый военачальник в годы кровопролитных сражений. Е. Д. Гриценко прошёл с боями от Северного Донца через всю Украину и Польшу до Берлина. Гриценко воевал под Ржевом, Орлом, Одессой, на Днестровском плацдарме. Форсировал Днепр, Буг, Днестр, Одер, Шпрее. Ефим Дмитриевич Гриценко — кавалер двух орденов Красного Знамени, орденов Богдана Хмельницкого, Александра Невского и Красной Звезды.

Передовой 117-й гвардейский стрелковый полк этой дивизии под командованием полковника Ефима Дмитриевича Гриценко вступил в ожесточённую схватку с кадровыми подразделениями противника и батальоном фольксштурма, которые стремились всеми силами добиться какого-либо успеха. Они бросались в контратаки из засад, устроенных на пологих западных скатах Зееловских высот, открывали пулемётный огонь из тщательно замаскированных укрытий, которые уже прошли наши войска, бросали гранаты и фаустпатроны из домов и различных построек, стоящих возле дорог и переездов. Полковник Гриценко нашёл способ борьбы с такой тактикой врага. Он отказался от лобовых атак населённых пунктов и узлов обороны. Батальоны полка повзводно и поротно с миномётами и лёгкими орудиями через перелески, окольными путями пробирались в тыл и на фланги подразделений противника и навязывали невыгодный ему бой.
Моральное превосходство было на стороне советских воинов, и хотя соотношение сил на этом участке было не всегда в пользу полка Гриценко, гитлеровцы не выдерживали напора — сдавались в плен или панически отступали. Только за один день боя полк захватил около 100 пулемётов, 107 автомашин с различными военными грузами, взял в плен 315 солдат и офицеров.
— В.И. Чуйков. От Сталинграда до Берлина

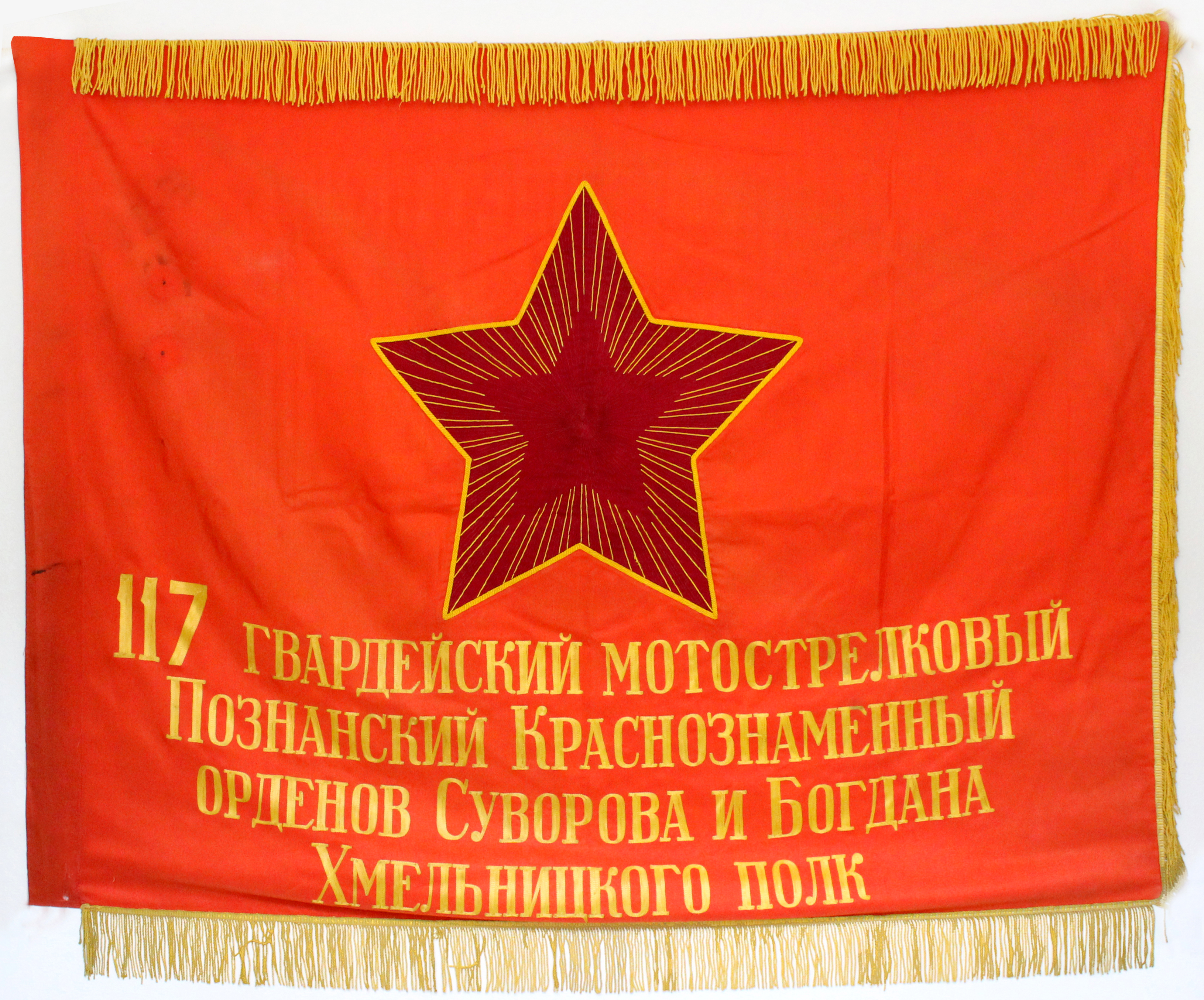
Знамя 117 гвардейского мотострелкового полка.

«В период боёв по форсированию реки Вислы гвардии подполковник Гриценко умело руководил полком, в результате чего полк организованно форсировал реку на подручных средствах, быстро захватил плацдарм на левом берегу, отбив все яростные атаки противника. Несмотря на сильную оборону гитлеровцев, полк Гриценко продвинулся с боями на 17 километров, первым выполнил поставленную командованием задачу. За этот подвиг Указом Президиума Верховного Совета СССР от 24 марта 1945 года гвардии подполковник Гриценко был награждён орденом Богдана Хмельницкого II степени.
Во время боёв на территории Германии гвардии подполковник Гриценко проявил особый героизм, мужество, мастерство и грамотность в управлении частью. За период с 17 по 25 апреля 1945 года полком, которым командовал Гриценко, уничтожено 1500 гитлеровских солдат и офицеров, 8 танков, 42 пулемёта, 24 орудия разных калибров, 36 автомобилей, захвачено 415 автомашин и 29 железнодорожных вагонов, 24 военных склада, завод химических приборов, 32 моторных лодки, взято в плен 315 солдат и офицеров противника».
— Из воспоминаний командира войсковой части п. п. 38865 гвардии генерал-майора Синчука и начальника политотдела гвардии полковника Тимошенко.

## Подвиг
Под командованием Гриценко 117-й гвардейский стрелковый полк 39-й гвардейской стрелковой дивизии 8-й гвардейской армии 1-го Белорусского фронта одним из первых ворвался в фашистское логово — Берлин 23 апреля 1945 года.

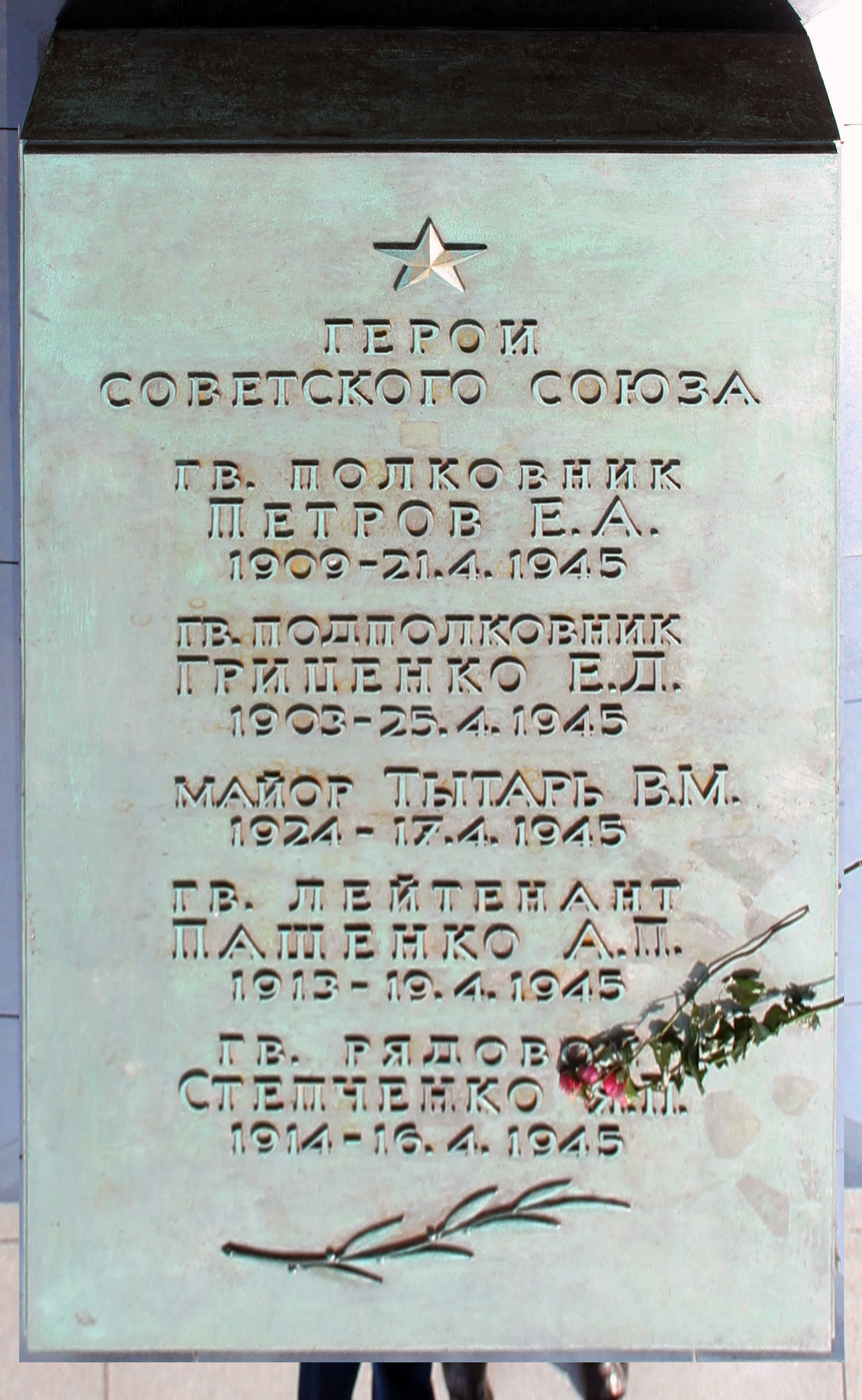
Плита с именем Е. Д. Гриценко на мемориале в Тиргартене (ошибка в годе рождения)

Гвардейцы наступали к центру Берлина с юга. В их задачи входило форсирование Тельтов-канала, который прикрывал путь к аэродрому Темпельхоф, одному из последних, упорно сопротивляющихся плацдармов врага. Его окружали каналы, наполненные водой, зенитные части и отборные отряды войск СС, танки. Это была последняя точка, с которой противник делал вылеты. На северном берегу канала немцы приспособили для укреплений траншей железобетонные доты, врытые в землю танки. В подземных ангарах аэродрома стояли полностью заправленные самолёты. Возле них круглые сутки дежурили экипажи — лётчики и штурманы, которым доверялась переброска Гитлера, Геббельса, Бормана.
Для продвижения по кварталам Берлина Гриценко принял решение делать проломы в стенах домов. Бойцы полка передвигались от дома к дому, протаскивая через них лёгкие орудия и миномёты. Выбивая противника из укрытий, бойцы 117-го гвардейского стрелкового полка уничтожили 8 танков, 24 орудия разных калибров, 40 пулемётов и миномётов, 36 автомашин и полторы тысячи гитлеровцев.
Полку Гриценко было приказано штурмовать аэродром Темпельхоф. Вся имеющаяся артиллерия обстреливала аэродром и подземные ангары. Первые цепи наступающих напоролись на кинжальный, убийственный огонь эсэсовцев, прижались к земле… Гриценко повёл бойцов в атаку. Вражеская пуля сразила боевого командира.

К полудню 26 апреля аэродром и весь аэропорт Темпельхоф с ангарами и узлами связи, включая главное здание «Флюггафен», оказался в наших руках.
Вместе с этой радостной вестью пришла и горестная: погиб командир 117-го гвардейского стрелкового полка 39-й гвардейской стрелковой дивизии полковник Ефим Дмитриевич Гриценко, умный, волевой и завидной храбрости человек. Молчаливый, широкий в плечах, стройный, с ясным взглядом, он и сейчас стоит перед моими глазами. Он погиб в ночь на 26 апреля, но сообщили мне об этом только на следующий день. Видно, товарищи не верили, не хотели верить, что погиб Ефим Дмитриевич. Не хотел верить в это и я…
… Прощай, боевой товарищ. Ты вечно будешь жить в нашей памяти. Гвардейцы твоего полка продолжают двигаться вперед. Там, в центре Берлина, мы воздвигнем памятник героям штурма, и на его граните среди других имён будет высечено твоё имя
— «Конец третьего рейха», В.И.Чуйков.

Шли последние дни войны. Конечно, не хотелось умирать! И как страшно было видеть смерть погибающих рядом товарищей! Моего любимого командира полка — подполковника Гриценко немецкий снайпер «снял» в Тиргартен-парке. Мы положили его на шинель и понесли к знамени, которое водрузили. Впервые в жизни я плакал…
— Из воспоминаний ветерана 39-й гв. сд А. В. Ситцева.
За мужество и героизм, проявленные в боях за город Берлин, гвардии подполковник Гриценко Ефим Дмитриевич указом Президиума Верховного Совета СССР от 31 мая 1945 года удостоен звания Героя Советского Союза.
Похоронен на мемориальном комплексе павшим советским воинам в Тиргартене (Берлин).

## Награды и звания
- Звание Герой Советского Союза ( посмертно).Указ Президиума Верховного Совета СССР от 31 мая 1945 года:
  - Орден Ленина,
  - Медаль «Золотая Звезда».
- Орден Красного Знамени[5].
- Орден Красного Знамени[6].
- Орден Богдана Хмельницкого II степени[7].
- Орден Александра Невского[8].
- Орден Красной Звезды.
- Другие медали СССР.

## Память
- Обелиск в пос. Маслянино Новосибирской области.
- Улица в пос. Маслянино Новосибирской области.
- Памятный знак в пос. Короп Черниговской области.
- Имя Е.Д. Гриценко увековечено на Мемориале павшим советским воинам в Тиргартене (правая плита).